# Reivax
A Reivax é uma empresa multinacional especializada no fornecimento de soluções em sistemas para o controle e supervisão da geração de energia elétrica.
Tem sedes em Florianópolis  (SC, Brasil), Montreal (QC, Canada) e Baden ( Argóvia, Suíça ) e atua nos cinco continentes.

## História
A Reivax Automação e Controle iniciou suas atividades em abril de 1987 na cidade de Florianópolis. Em janeiro de 2008, tornou-se Reivax S/A Automação e Controle. Consolidou-se como uma referência no fornecimento de sistemas e soluções para o controle da geração de energia. Seus fundadores desenvolveram funcionalidade para estabilização de oscilações eletromecânicas adotada mundialmente, sendo posteriormente base para a norma 421 da IEEE.

## Área de atuação
A empresa atua com reguladores nos diversos segmentos de geração de energia elétrica:
- CGH - Centrais Geradoras Hidrelétricas (Usinas com potência total de até 1 MW);
- PCH - Pequenas Centrais Hidrelátricas (Usinas com potência total de até 30MW);
- UHE - Usinas hidrelétricas (Usinas com potência total maior a 30MW);
- UTE - Usinas Termoelétricas;
- Usinas Termonucleares;
- Usinas Eólicas;

## Acontecimentos
- 1987 - Início das atividades da Reivax;[1]
- 2006 - Prêmio Anprotec[2] – Empresa incubada;
- 2006 – Melhor empresa para estagiar – IEL/SC;[3]
- 2010 - Iniciam as atividades da Reivax North America, LLC;[4]
- 2010 - Exame PME aponta Reivax como uma das 200 empresas que mais cresceram no Brasil;[5]
- 2011 - Reivax North America, LLC torna-se Reivax North America, Inc com sede em Montreal, Canada.[6]
- 2013 - Iniciam as atividades da Reivax of Switzerland AG,com sede em Baden, Suíça.[6]